# Bzenov
Bzenov (in ungherese Berzenke) è un comune della Slovacchia facente parte del distretto di Prešov, nella regione omonima.